# Фэйсон, Дональд
Дональд Эйдиосан Фэйсон (англ. Donald Adeosun Faison, род. 22 июня 1974, Нью-Йорк, Нью-Йорк) — американский актёр, наиболее известный по роли Кристофера Тёрка в сериале NBC «Клиника».

## Ранние годы
Родился в Гарлеме, штат Нью-Йорк в семье Ширли, кастинг-директора и Дональда, консьержа. Второе имя актёра, «Эйдиосан», в переводе с языка йоруба означает «Я надевал корону Ашана». Оно было придумано его родителями после поездки в Нигерию. У Дональда Фэйсона четыре брата, младший из которых, Оламайд Фэйсон, является участником американской R&B группы Imajin. Учился в профессиональной детской школе на Манхэттене, в которой готовят будущих актёров и танцоров.

## Карьера
Известность пришла к Фэйсону после роли Мюррея Лоуренса Дювалля в фильме «Бестолковые», который вышел на экраны в 1995 году. В этом же году он сыграл Тарика в фильме «В ожидании выдоха», сына Глории, персонажа Лоретты Девайн. В дальнейшем Дональд исполнил роль Трейси в двадцати трёх эпизодах телесериала «Фелисити», появился в роли амбициозного футболиста Пити в фильме «Вспоминая Титанов», и озвучил несколько персонажей в анимационном сериале «Школа клонов» на MTV.
В 2005 году Фэйсон участвовал в эпизоде американского телешоу «Подстава» на MTV, жертвой розыгрыша в котором был его коллега по телесериалу «Клиника» Зак Брафф. Также он появился в видеоклипе на кавер-версию песни Майкла Джексона «Beat It» в исполнении группы Fall Out Boy.
В 2010 году Фэйсон исполнил роль Терри в фильме «Скайлайн». С 2011 по 2012 годы исполнял одну из главных ролей в ситкоме «Бывшие».
В 2011 году он появился в рекламных роликах для игры The Sims Medieval. В 2012 году снялся в эпизодической роли в фильме «Идеальный голос». В 2013 году был ведущим скетч-шоу «Кто смеется последним?».. С 2016 по 2018 год вел игровое шоу GSN Winsanity.
Начиная с 2018 года, Фейсон озвучил пилота Хайпа Фазона, персонажа, написанного и названного в его честь Дейвом Филони, в мультсериале «Звёздные войны: Сопротивление».
В подкасте «Фальшивые врачи, настоящие друзья», запущенном в марте 2020 года, Фейсон и его коллега по сериалу Зак Брафф делятся своими историями и опытом съемок сериала. Подкаст распространяется компанией iHeartRadio.

## Личная жизнь

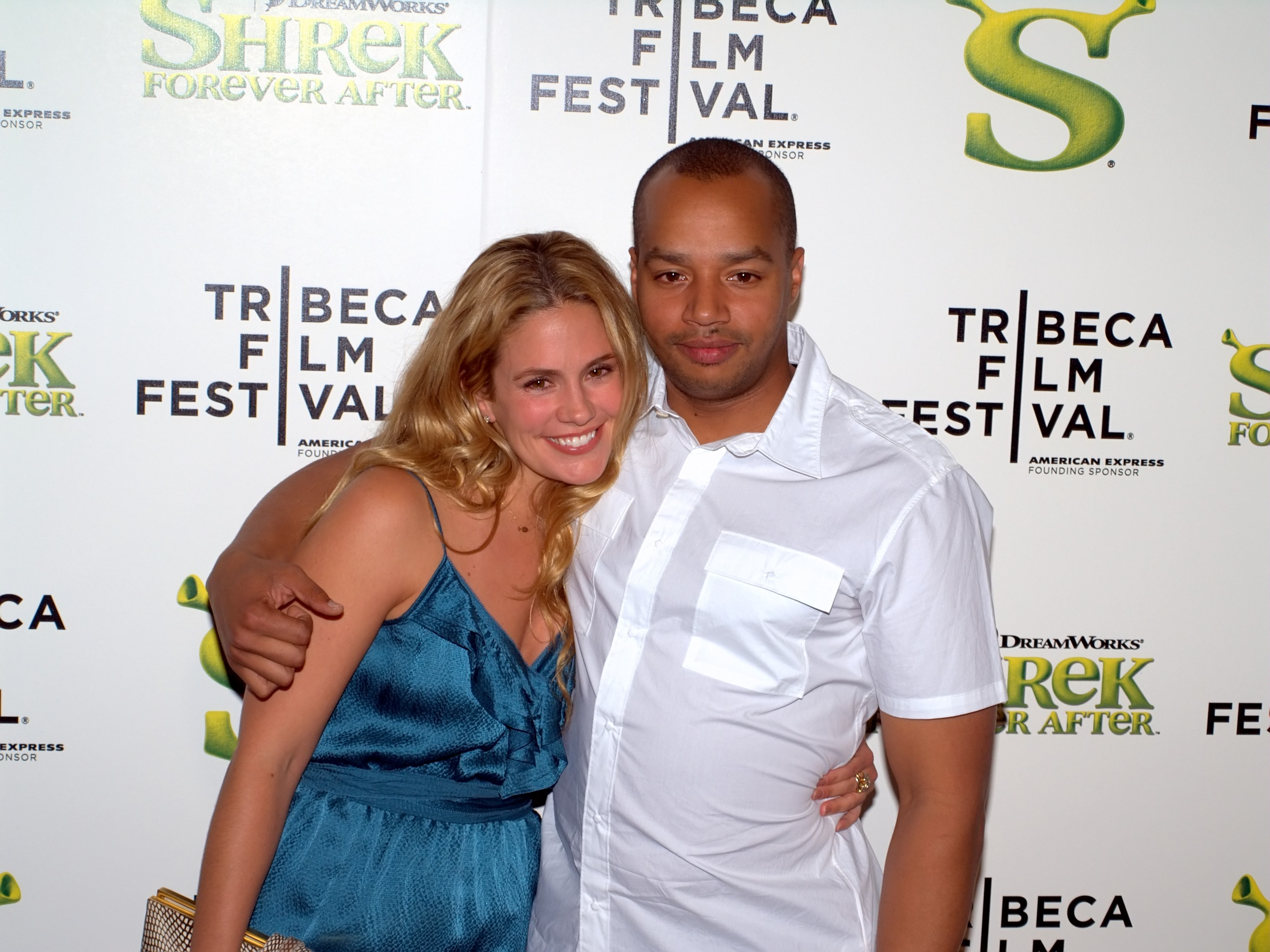
Фейсон со своей второй женой Кейси Кобб в 2010 году

У Дональда шестеро детей: старший сын Шон Фэйсон-Инс (род. 1996) от подруги детства Одри Инс, трое от Лизы Аски, на которой он женился в 2001 году: близнецы мальчик и девочка — Дэйд и Кайя (род. 1999) и сын Коби (род. 2001). Пара развелась в 2005 году.
В декабре 2012 года Дональд женился на Кейси Кобб. 15 августа 2013 года у них родился сын Рокко Фэйсон. 4 апреля 2015 года у пары родилась дочь Уайлдер Фрэнсис Фэйсон.
Дональд — близкий друг Зака Браффа, с которым он вместе снимался в сериале «Клиника».

## Избранная фильмография
| Год          |   | Русское название           | Оригинальное название     | Роль                  |
| ------------ | - | -------------------------- | ------------------------- | --------------------- |
| 1992         | ф | Авторитет                  | Juice                     | студент               |
| 1994         | ф | Шугар Хилл                 | Sugar Hill                | Кайми Дэмиелс         |
| 1995         | ф | Дела в Нью-Джерси          | New Jersey Drive          | Тайни Дайм            |
| 1995         | ф | Бестолковые                | Clueless                  | Мюррей                |
| 1995         | ф | В ожидании выдоха          | Waiting to Exhale         | Тарик Мэттьюс         |
| 1996—1998    | с | Сабрина — маленькая ведьма | Sabrina the Teenage Witch | Дэшиелл / Джастин     |
| 1996—1999    | с | Бестолковые                | Clueless                  | Мюррей                |
| 1998         | ф | Не могу дождаться          | Can’t Hardly Wait         | барабанщик Дэн        |
| 1999         | ф | Оболтус                    | Trippin’                  | Джун Нельсон          |
| 2000         | ф | Вспоминая Титанов          | Remember the Titans       | Пити Джонс            |
| 2000—2002    | с | Фелисити                   | Felicity                  | Трейси                |
| 2001         | ф | Наперекосяк                | Double Whammy             | Клетис                |
| 2001         | ф | Джози и кошечки            | Josie and the Pussycats   | Диджей                |
| 2001—2010    | с | Клиника                    | Scrubs                    | доктор Кристофер Тёрк |
| 2002         | ф | Большой толстый лжец       | Big Fat Liar              | Фрэнк Джексон         |
| 2003         | ф | Городские девчонки         | Uptown Girls              | Хьюи                  |
| 2005         | ф | Выкупить Кинга             | King's Ransom             | Andre                 |
| 2006         | ф | Что-то новенькое           | Something New             | Нельсон Маккуин       |
| 2006         | в | Мальчишник в Лас-Вегасе    | Bachelor Party Vegas      | Эш                    |
| 2009         | ф | Доставка завтра авиапочтой | Next Day Air              | Лео                   |
| 2010         | ф | Скайлайн                   | Skyline                   | Терри                 |
| 2011—2015    | с | Бывшие                     | The Exes                  | Фил Чейз              |
| 2012         | ф | Идеальный голос            | Pitch Perfect             | четвёртый голос       |
| 2013         | ф | Пипец 2                    | Kick-Ass 2                | Доктор Гравитон       |
| 2014         | ф | Хотел бы я быть здесь      | Wish I Was Here           | Энтони                |
| 2017—2018    | с | Рэй Донован                | Ray Donovan               | Энтони А’Шон Андерсон |
| 2019—2020    | с | Явление                    | Emergence                 | Алекс Эванс           |
| 2022 — н. в. | с | Легенды завтрашнего дня    | Legends of Tomorrow       | Майк / Бустер Голд    |